# Dovhove, Velîka Oleksandrivka
Dovhove (în ucraineană Довгове) este un sat în comuna Starosillea din raionul Velîka Oleksandrivka, regiunea Herson, Ucraina.

## Demografie
Componența lingvistică a localității Dovhove
     Ucraineană (97,62%)
     Rusă (2,38%)
Conform recensământului din 2001, majoritatea populației localității Dovhove era vorbitoare de ucraineană (97,62%), existând în minoritate și vorbitori de rusă (2,38%).